# Trivandrum International Stadium
Das Trivandrum International Stadium, auch Greenfield Stadium, in Kariavattom, einem Vorort von Thiruvananthapuram, Indien
ist ein multifunktionales Stadion für Fußball- und Cricket-Veranstaltungen.